# Stazione di Ville Monterchi
La stazione di Ville Monterchi è stata una stazione ferroviaria posta lungo la ex linea ferroviaria a scartamento ridotto Arezzo-Fossato di Vico chiusa nel 22 maggio 1945 a causa dei bombardamenti della Seconda guerra mondiale; era a servizio della località Le Ville, nel territorio comunale di Monterchi.